# Johann Zeilberger
Johann Zeilberger (* 10. März 1831 in Oberesternberg, Gemeinde Esternberg; † 29. Juli 1881 in Steyr) war Realitätenbesitzer und Abgeordneter zum Österreichischen Abgeordnetenhaus.

## Leben
Johann Zeilberger war Sohn des Landwirts Josef Zeilberger († 1861). Nach dem Besuch einer Volksschule in Esternberg übernahm er im Jahr 1848 die Leitung eines Bauernguts in Freinberg im Bezirk Schärding. Danach leitete er die Kellerwirtschaft der Barmherzigen Schwestern in der Strafanstalt Garsten im Bezirk Steyr. Vor 1861 kaufte er den Gasthof „Zum Grauen Bären“ und ab 1873 war er auch Besitzer des Gasthofs „Zum Roten Krebs“ in Steyr.
Im Jahr 1869 wurde er Gründungsmitglied des Katholischen Volksvereins für Oberösterreich. Er war auch Mitgründer und Mitglied des Ausschusses des Pressvereins für Steyr und Umgebung.
Johann Zeilberger war von 1871 bis 1881 Mitglied im Oberösterreichischen Landtag (IV., V. und VI. Wahlperiode), als Abgeordneter der Landgemeinden (Wahlbezirk Steyr). Im Jahr 1871 war er im Landesausschuss. Weiters war er auch im Gemeinderat von Steyr tätig.
Er starb am 29. Juli 1881 im Alter von 50 Jahren an Wassersucht (einem Lungenleiden).
Er war römisch-katholisch und ab 1861 verheiratet mit Josefine Steinbacher, mit der er drei Töchter und zwei Söhne hatte, wobei ein Sohn jung verstorben ist.

## Politische Funktionen
Johann Zeilberger war vom 4. November 1873 bis zu seinem Tod am 29. Juli 1881 Abgeordneter des Abgeordnetenhauses im Reichsrat (V. und VI. Legislaturperiode) und war dort für die Kurie Oberösterreich, Landgemeinden 1 (Linz, St. Florian, Enns, Steyr, Weyer, Kremsmünster, Neuhofen) zuständig.

## Klubmitgliedschaften
Johann Zeilberger war Mitglied im katholisch-konservativen Klub des rechten Zentrums.